# Конквест, Стюарт
Стюарт Конквест (англ. Stuart Conquest; род. 1 марта 1967, Илфорд) — английский шахматист, гроссмейстер (1991), спортивный комментатор и организатор шахматных турниров. Чемпион Великобритании 2008 года.

## Карьера
В 1981 году в возрасте 14 лет стал чемпионом мира по шахматам среди юношей в категории до 16 лет. Конквест стал чемпионом Великобритании по игре в быстрые шахматы в 1997 году. В 1995 и 2000 годах поделил первое место на международном турнире в Гастингсе. В 2001 году стал чемпионом турнира 14 категории в Клиши. 
После относительного неудачного периода, он вернул спортивную форму в 2008 году, выиграв чемпионат Великобритании по шахматам, обыграв Кита Аркелла, с которым они делили первое место, в матче за титул, состоявшем из двух игр в быстрые шахматы. В мае 2009 года стал первым на открытом турнире Капо д'Орсо. 
В составе сборной Англии участник 4-х Олимпиад (1996, 2002, 2006—2008) и 4-х командных чемпионатов Европы (1999—2001, 2007—2009).
Является спортивным комментатором и организатором (начиная с 2011 года) турнира в Гибралтаре, проходящем ежегодно в Каталонском заливе.

## Лучший рейтинг
Его лучший рейтинг Эло — 2601 балла, зафиксирован в рейтинге ФИДЕ в октябре 2001 года. Титул международный мастер он получил в 1985 году, титул гроссмейстера в 1991 году.

## Таблица результатов
| Год  | Город    | Турнир                          | + | − | = | Результат | Место |
| ---- | -------- | ------------------------------- | - | - | - | --------- | ----- |
| 1996 | Ереван   | 32-я олимпиада                  | 0 | 1 | 1 | ½ из 2    |       |
| 1999 | Батуми   | 12-й командный чемпионат Европы | 3 | 3 | 1 | 3½ из 7   |       |
| 2001 | Леон     | 13-й командный чемпионат Европы | 2 | 2 | 1 | 2½ из 5   |       |
| 2002 | Блед     | 35-я олимпиада                  | 2 | 2 | 2 | 3 из 6    |       |
| 2006 | Турин    | 37-я олимпиада                  | 3 | 2 | 3 | 4½ из 8   |       |
| 2007 | Ираклион | 16-й командный чемпионат Европы | 1 | 0 | 5 | 3½ из 6   |       |
| 2008 | Дрезден  | 38-я олимпиада                  | 1 | 2 | 0 | 1 из 3    |       |
| 2009 | Нови-Сад | 17-й командный чемпионат Европы | 3 | 1 | 5 | 5½ из 9   |       |

## Изменения рейтинга
| Графики недоступны из-за технических проблем. См. информацию на Фабрикаторе и на mediawiki.org. |